# Aa schickendanzii
Lan a Schickendanz (danh pháp hai phần: Aa schickendanzii) là một loài thực vật có hoa trong họ Lan (Orchidaceae). Loài này được Rudolf Schlechter miêu tả khoa học đầu tiên năm 1920. Đây là loài đặc hữu của vùng tây bắc Argentina.